# كاشف محدد

تتفاعل كمية محددة من الحديد (Fe) مع وزنة مساوية من الكبريت (S) لانتاج سلفيد الحديد (FeS), ونظرا لأن الوزن الذري للحديد هو الأكبر ينتهي التفاعل بعد اشتراك كل ذرات الحديد في التفاعل وتتحول إلى سلفيد الحديد؛ ويتبقى جزء من كمية الكبريت.

الكاشف المحدد في التفاعل الكيميائي هو مادة داخلة في التفاعل ينتهي التفاعل بانتهائها (بعد 
استهلاكها أثناء التفاعل). وتكون كمية المادة الناتجة محددة بتحديد تلك المادة الداخلة في التفاعل (الكاشف المحدد)، حيث لا يمكن للتفاعل الاستمرار من دونها. وإذا كانت المادة أو المواد المتفاعلة موجودة في التفاعل بطريقة زائدة عن اللزوم، فهي تسمى «مادة زائدة» أو «مادة فائضة».
يتم اختيار المادة المحددة للتفاعل مسبقاً بغرض الحساب للحصول على كمية إنتاج معينة yield من تفاعل كيميائي؛ حيث أن النسبة الناتجة النظرية تعرّف بأنها كمية الناتج التي ينتج هن استنفاذ كل الكاشف أو المتفاعل المحدد.
فإذا عرفت معادلة التفاعل الكيميائي، التي تصف التفاعل، فتوجد عدة طرق مناسبة لمعرفة كمية الكاشف المحدد وحساب كميات المواد الأخرى التي تكون بوفرة في التفاعل وزائدة عن المطلوب.

## اقرأ أيضا
- تفاعل كيميائي
- نتاج (كيمياء)
- معدل التفاعل